# ویلیام هیل تامپسون
ویلیام هیل تامپسون (انگلیسی: William Hale Thompson; ۱۴ مهٔ ۱۸۶۸ – ۱۹ مارس ۱۹۴۴) سیاست‌مدار اهل ایالات متحده آمریکا بود که از سال ۱۹۱۵ تا ۱۹۲۳ به عنوان شهردار شیکاگو و دوباره از سال ۱۹۲۷ تا ۱۹۳۱ خدمت کرد. معروف به «بیل بیل»، او جدیدترین جمهوری‌خواه است که به عنوان شهردار شیکاگو خدمت کرده‌است.. مورخان او را در زمره غیراخلاقی‌ترین شهرداران تاریخ آمریکا قرار می‌دهند، عمدتاً به خاطر اتحاد آشکارش با آل کاپون. با این حال، دیگران کارآمدی روش‌های سیاسی و مبارزات تبلیغاتی او را می‌شناسند و او را به عنوان یک «آفتاب‌پرست سیاسی» و یک ماشین سیاسی مؤثر می‌شناسند.
اگرچه تامپسون در طول دوران حرفه‌ای‌اش چهره‌ای محبوب بود، اما پس از مرگش، محبوبیت او کاهش یافت، زیرا دو صندوق امانات به نام او یافت شد که حاوی بیش از ۱٫۸ میلیون دلار بود که به عنوان مدرکی از فساد او در نظر گرفته شد.